# بذرخوار خون‌رنگ
بذرخوار خون‌رنگ (نام علمی: Oncopeltus sanguineolentus) نام یک گونه از تیره سن‌های بذرخوار است.